# Vladimir Vysotski

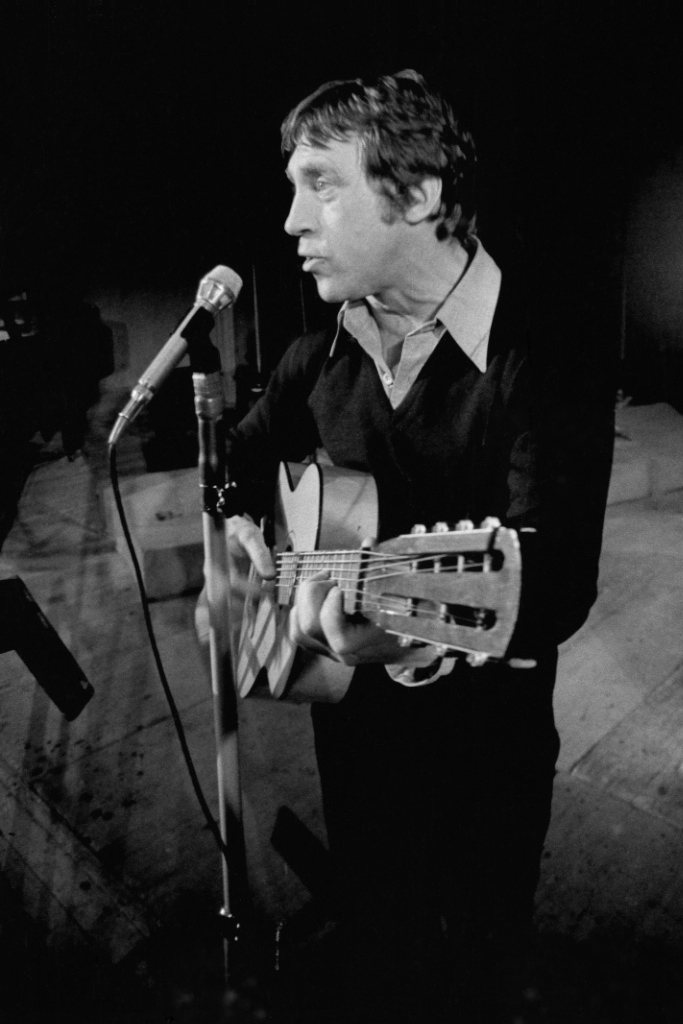
Vladimir Vysotski

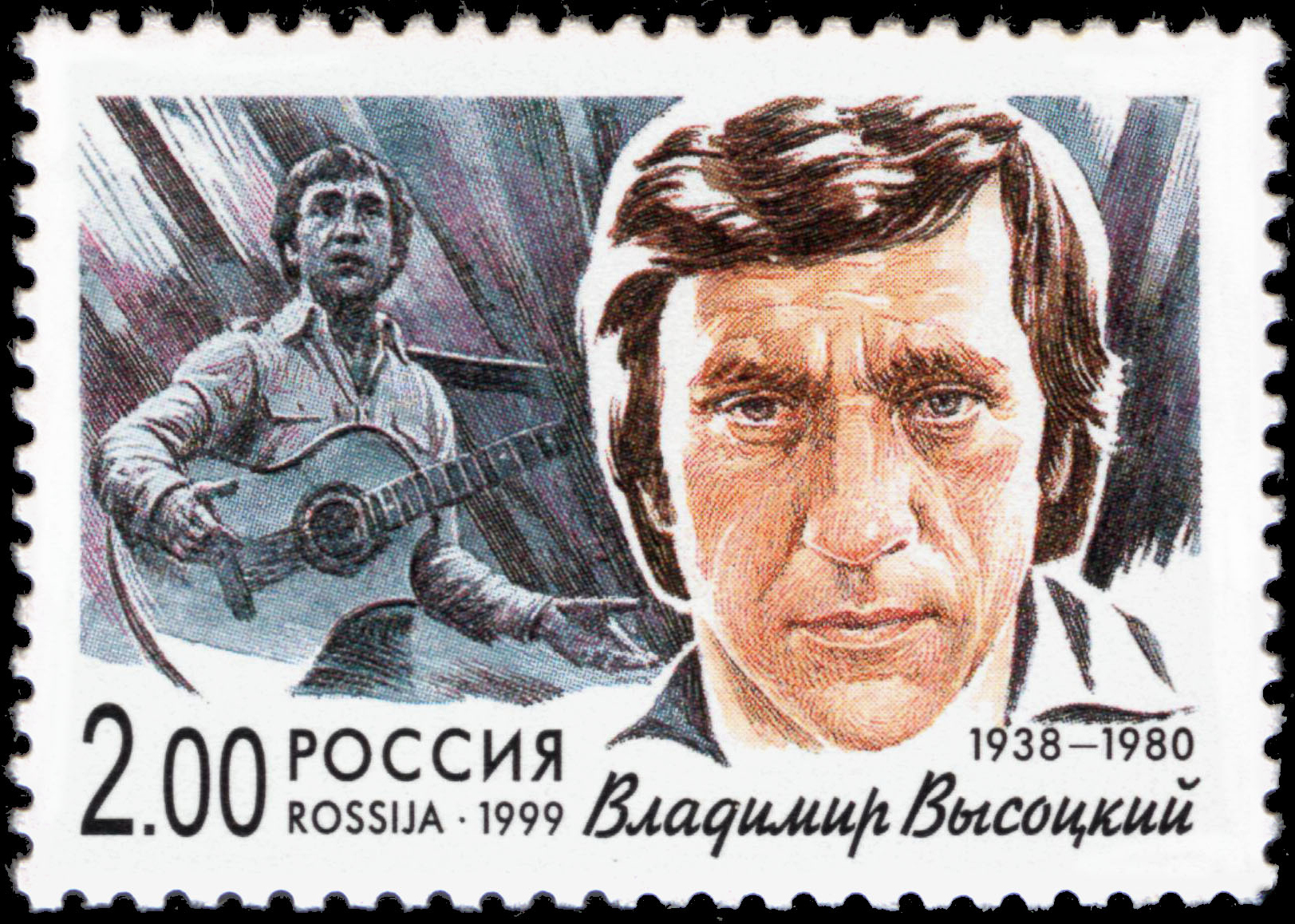
Postzegel met Vysotski uit 1999

Vladimir Semjonovitsj Vysotski (Russisch: Владимир Семёнович Высоцкий) (Moskou, 25 januari 1938 – aldaar, 25 juli 1980) was een Russische zanger, acteur en dichter, immens populair in de Sovjet-Unie.

## Loopbaan
Vysotski begon in 1956 als acteur. Hij speelde in zeer diverse rollen, onder meer bij het Taganka Theater in Moskou. Als filmacteur speelde hij in ongeveer 30 films. In zijn toneelcarrière zong hij ook regelmatig zelf geschreven liedjes -ook in stukken waar dat niet voorgeschreven stond. Zijn "Hamlet met een gitaar" is legendarisch. Vysotski schreef naast zijn acteerwerk enorm veel gedichten en liedteksten. Hij heeft meer dan 600 liederen geschreven, over onderwerpen als alcoholisme, de oorlog, sport, het gekkenhuis, de ochtendgymnastiek, prostitutie, geruchten en politie. Een enkel nummer is uit naam van een voorwerp geschreven, zoals de belevenissen van een microfoon of een oorlogsvliegtuig.
Hij hoorde bij geen enkele vereniging en was derhalve officieel geen dichter en geen zanger. Hij noemde zichzelf een dichter die zijn gedichten met een gitaar opvoerde. Hij onderscheidde serieuze liederen en de zogenaamde "grapliederen", die overigens vaak een moraal bevatten.
Kenmerkend is zijn gespannen manier van zingen, zijn gewoonte om klanken te rekken en zijn ruige stem.

## Musea
- Museum Vladimir Vysotski (Koszalin), een museum in Koszalin in Polen
- Museum Vladimir Vysotski (Taganka), een museum in Moskou in Rusland